# いろはの"い"
『いろはの"い"』は、1976年8月10日から1977年3月29日まで、日本テレビ系列で毎週火曜21:00 - 21:54（JST）に全34話が放送された、東宝制作のテレビドラマ。

## 概要
城西警察署記者クラブに属する4社8人の新聞記者がスクープで競い合いながら、時には協力して事件を追う姿を描く。本作品と同じく、岡田晋吉のプロデュースによる前番組『大都会 闘いの日々』（石原プロモーション制作）の舞台であった、城西署記者クラブの設定を転用した作品であり、同作品のレギュラー陣からも高品格、寺尾聰、神田正輝、柳生博がスライド出演している。一方で、娯楽色を抑えていた『闘いの日々』とは対照的に、本作品では警察サイドと犯罪者による銃撃戦や、カースタントなどといったアクションシーンも多く盛り込まれている。

## 出演者

### 記者クラブ
東洋新聞
- 竹脇無我 - 神谷章（通称：コベソ、達吉の息子）
- 金子信雄 - 神谷達吉（通称：ヘソタツ）

中央新報
- 黒沢年男 - 本郷鍈次（通称：クロバイ）

タイムス
- 藤岡琢也 - 鬼頭隆一キャップ（通称：オニトウ）
- 寺尾聰 - 小泉明夫（通称：ハイドン）
- 神田正輝 - 奥田次郎（通称：オク）

大都日報
- 森本レオ - 菊池秀夫（通称：キクやん）
- 三景啓司 - 杉浦昭平（通称：スギ）

### 城西署
- 高品格 - 大森康治巡査部長（通称：モリチョウ）
- 寺田農 - 野々村京助刑事（通称：ノノさん）
- 片岡五郎 - 松本刑事（通称：まっちゃん）
- 柳生博 - 清水健三広報課長
- 戸浦六宏 - 鑑識係長

### 周囲の人たち
- 津島恵子 - 神谷章の母・あき子
- 藤野節子 - 鬼頭の妻
- 中田喜子 - 鬼頭の娘・のり子
- ホーン・ユキ - 記者クラブの庶務・谷川ユリ
- 夏桂子 - 記者陣行きつけのスナックバー「えんぴつ」のママ
- 重村博子 - スナックバー「えんぴつ」店員・あい子（通称：アイちゃん）
- 井原千寿子 - 小泉の妻・ひさ子
- 高城淳一 - 東洋新聞社会部長

（出典：）

## スタッフ
- 企画 - 岡田晋吉（日本テレビ）、梅浦洋一（東宝）
- プロデューサー - 長富忠裕（日本テレビ）、山本悦夫（東宝）
- 音楽 - ミッキー吉野
  - 演奏 - ゴダイゴ
- 撮影 - 小泉健一郎、稲垣久夫
- 照明 - 前原信雄、木村節二、隠田紀一
- 美術 - 末広富
- 録音 - 西村和彦、牛窪秀夫
- 編集 - 神島帰美
- 整音 - 黒丸治夫、豊田博
- 選曲 - 山川繁
- 効果 - 東洋音響
- 現像 - 東洋現像所
- 助監督 - 小俣尭、渡辺拓也
- 擬斗 - 林邦四朗
- 衣裳協力 - プレイロード
- 製作協力 - 国際放映
- 制作 - 東宝株式会社

## 音楽
『「いろはの"い"」オリジナル・サウンドトラック』は、日本のロックバンド・ゴダイゴが1976年11月25日にコロムビアレコードから発売した1枚目のサウンドトラックである。

### 内容
前作『新創世紀』から4か月ぶりにして、初のサウンドトラック。
ジャケットはテレビドラマの宣材スチル写真となっている。
アルバムとしては初のセルフプロデュースで、ジャズやファンクを基調とした作品となっている。また、今作でタケカワユキヒデは制作とボーカルに関与しておらず、「家路」と「愛のテーマ」でコーラスを担当しているのみとなっている。

### 収録曲
| 全作曲・編曲: ミッキー吉野。 |                                  |       |              |      |
| #                            | タイトル                         | 作詞  | 作曲・編曲   | 時間 |
| 1.                           | 「いろはの"い"」(BUDDY)          |       | ミッキー吉野 | 3:13 |
| 2.                           | 「新しい顔」(BUBBLE LOVE)        |       | ミッキー吉野 | 2:53 |
| 3.                           | 「追跡」(RUNNING DEER)           |       | ミッキー吉野 | 3:22 |
| 4.                           | 「男のバラード」(I'M JUST A MAN) |       | ミッキー吉野 | 3:02 |
| 5.                           | 「家路」(HEATHER)                |       | ミッキー吉野 | 4:43 |
| 合計時間:                    | 合計時間:                        | 17:13 |              |      |

| 全編曲: ミッキー吉野。 |                                                                         |           |                |      |
| #                      | タイトル                                                                | 作詞      | 作曲           | 時間 |
| 6.                     | 「警察のテーマ（都会の叫び）」(SCREAMING CITY)                          |           | トニー・ハッチ | 2:50 |
| 7.                     | 「ノスタルジア」(NOSTALGIA（Based On Two Part Invention No.4 By Bach）) |           | ミッキー吉野   | 1:43 |
| 8.                     | 「そっとしておきたい男の話」(HAPPY GO LUCKY)                            |           | ミッキー吉野   | 2:53 |
| 9.                     | 「悪夢」(EVIL DANCE)                                                    |           | ミッキー吉野   | 7:45 |
| 10.                    | 「愛のテーマ」(OH MY CHILD)                                             |           | 阿部まさし     | 3:37 |
| 11.                    | 「いろはの"い"（フィーネ）」(BUDDY-Fine)                                |           | ミッキー吉野   | 1:49 |
| 合計時間:              | 合計時間:                                                               | 合計時間: | 20:37          |      |

#### 解説
1. いろはの"い"
2ndシングルの表題曲。
2. 新しい顔
3. 追跡
4. 男のバラード
ミッキー吉野によるソプラノサックスを取り入れている楽曲。
5. 家路
タケカワユキヒデがコーラスで参加している。
6. 警察のテーマ（都会の叫び）
2ndシングルのカップリング曲。
7. ノスタルジア
8. そっとしておきたい男の話
9. 悪夢
10. 愛のテーマ
「家路」同様、タケカワがコーラスで参加している。
11. いろはの"い"（フィーネ）

### 参加ミュージシャン
ゴダイゴ
- タケカワユキヒデ：Chorus (#5,10)
- ミッキー吉野：Keyboards、Soprano Sax (#4)
- スティーヴ・フォックス：Electric Bass
- 浅野孝已：Guitars
- 浅野良治：Drums

## 放送日程
| 放送回 | 放送日         | サブタイトル      | 脚本              | 監督     | ゲスト                                                |
| ------ | -------------- | ----------------- | ----------------- | -------- | ----------------------------------------------------- |
| 1      | 1976年08月10日 | 特ダネは俺が貰う! | 柴英三郎          | 澤田幸弘 | 有島一郎 剛達人                                       |
| 2      | 8月17日        | 熱いスクープ      | 柴英三郎          | 澤田幸弘 | 小原秀明 杉本美樹 神田隆 根岸一正                     |
| 3      | 8月24日        | でくのぼう        | 播磨幸治          | 木下亮   | 石橋蓮司 中庸介 山口哲也 沢井孝子                     |
| 4      | 8月31日        | 失踪              | 斎藤憐            | 木下亮   | 長谷川明男 久保田民絵                                 |
| 5      | 9月07日        | 殺意              | 柴英三郎          | 高瀬昌弘 | 西川和孝 春川ますみ 小鹿番 石井富子                   |
| 6      | 9月14日        | 自殺              | 永原秀一          | 高瀬昌弘 | 吉行和子 原口剛 関谷ますみ 勝部演之                   |
| 7      | 9月21日        | 同棲              | 柴英三郎          | 木下亮   | 大和田獏 今出川西紀 伊佐山ひろ子 橋爪功               |
| 8      | 9月28日        | 挑戦              | 播磨幸治          | 木下亮   | 弓恵子 浜田寅彦 田口計                                |
| 9      | 10月05日       | 人質              | 永原秀一 峯尾基三 | 小澤啓一 | 丹波義隆 萩野まゆみ 平野稔                            |
| 10     | 10月12日       | 棺桶に乗った男    | 播磨幸治          | 小澤啓一 | 蜷川幸雄 井上博一 北島マヤ                            |
| 11     | 10月19日       | あて逃げ          | 柏原寛司          | 高瀬昌弘 | 根岸とし江 二見忠男 大浜詩郎 谷岡行二 大村千吉        |
| 12     | 10月26日       | そむく娘たち      | 山田正弘          | 高瀬昌弘 | 内藤武敏 水沢有美 柴田侊彦 鈴木和夫                   |
| 13     | 11月02日       | 仲人              | 柴英三郎          | 木下亮   | 竜崎勝 高林由紀子 近藤宏 内田勝正 津田亜矢子 笠原弘子 |
| 14     | 11月09日       | 出発              | 名倉勲            | 木下亮   | 嶋めぐみ 樋浦勉 加藤美津子                            |
| 15     | 11月16日       | 追いつめる        | 播磨幸治          | 児玉進   | 下條アトム 赤木春恵 水谷邦久                          |
| 16     | 11月23日       | 目撃者            | 永原秀一 峯尾基三 | 児玉進   | 倉野章子 小林勝也 伊藤めぐみ                          |
| 17     | 11月30日       | 十五才の誘拐      | 山田正弘          | 小澤啓一 | 古賀ひとみ 内田稔 川口敦子 石塚陽子 金子吉延          |
| 18     | 12月07日       | 黒い集団          | 立町陽太          | 小澤啓一 | 泉晶子 玉川伊佐男                                     |
| 19     | 12月14日       | 容疑者            | 櫻井康裕          | 出目正伸 | 野瀬哲男 赤松由里 浜田宏昭                            |
| 20     | 12月21日       | 闖入者            | 播磨幸治          | 出目正伸 | 頭師佳孝                                              |
| 21     | 12月28日       | 流れ星            | 斎藤憐            | 木下亮   | 磯村健治 立石凉子 上田忠好 北村総一郎                 |
| 22     | 1977年01月04日 | 友情              | 柏原寛司          | 木下亮   | 中尾彬 山本紀彦 椎谷健二                              |
| 23     | 1月14日        | 波紋              | 播磨幸治          | 小澤啓一 | 石浜朗 田島令子 片桐竜次 遠藤真理子 佐竹明夫          |
| 24     | 1月21日        | 産ぶ声            | 柴英三郎          | 小澤啓一 | 田村寿子 富山真沙子 村松克巳                          |
| 25     | 1月28日        | 時効              | 柴英三郎          | 小澤啓一 | 梅津栄 紀比呂子 稲川順子                              |
| 26     | 2月01日        | スキャンダル      | 永原秀一 峯尾基三 | 木下亮   | 富川澈夫 鮎川浩 大池育子 山口哲也                     |
| 27     | 2月08日        | 涼子よ風のように  | 尾中洋一          | 斉藤光正 | 山口いづみ 梅野泰靖 谷本一 永田裕子                   |
| 28     | 2月15日        | 女を見張れ        | 岡本克己          | 斉藤光正 | 志摩みずえ 小原秀明                                   |
| 29     | 2月22日        | 鉄砲玉の唄        | 名倉勲            | 木下亮   | 蟹江敬三 宇佐美淳 久米明 川合伸旺                     |
| 30     | 3月01日        | オオカミが来た    | 高階秋成          | 木下亮   | 三谷昇 中山麻理 吉水慶 金井大                         |
| 31     | 3月08日        | 協力者            | 永原秀一          | 出目昌伸 | 栗田ひろみ 清水宏 重松収 山西道広                     |
| 32     | 3月15日        | 訣別・わかれ      | 播磨幸治          | 出目昌伸 | 嵯峨善兵 草薙良一                                     |
| 33     | 3月22日        | 記者無情          | 播磨幸治          | 木下亮   | 柴田侊彦 稲野和子 梶三和子 川辺久造                   |
| 34     | 3月29日        | ブンヤ・ブルース  | 播磨幸治          | 木下亮   | ピーター 稲野和子 梶三和子 川辺久造                   |

## 放送局
特記の有るもの以外の放送時間は全て、火曜 21:00 - 21:54、同時ネット
- 日本テレビ
- 札幌テレビ[3]
- 青森放送[4]
- 秋田放送[4]
- 山形放送[5]
- ミヤギテレビ[6]
- 北日本放送[7]
- 北陸放送：火曜 16:00 - 16:55（1977年3月まで）→ 火曜 15:00 - 15:55（1977年4月から）[8]
- 福井放送[7]
- 山梨放送[9]
- テレビ静岡：日曜 22:30 - 23:25※本放送終了後の1977年4月から『特別機動捜査隊』の後番組として放送。
- 中京テレビ[10]
- よみうりテレビ[11]
- 日本海テレビ[12]
- 西日本放送[13]
- 広島テレビ[13]
- 山口放送[14]
- 南海放送[14]
- 高知放送[14]
- 福岡放送[15]
- テレビ長崎：日曜 15:15 - 16:09[15]
- 熊本放送：木曜 16:00 - 16:54（1977年3月放送開始、遅れネット）[16]
- テレビ大分：火曜 22:00 - 22:54[14]
- 鹿児島テレビ：月曜 14:00 - 14:54（1977年9月時点、本放送終了後の遅れネット）[17]
- 沖縄テレビ：月曜 10:45 - 11:39（1977年9月時点、本放送終了後の遅れネット）[18]